# Führungsunterstützungsbrigade 900
Die Führungsunterstützungsbrigade 900 war ein Großverband des Heeres der Bundeswehr. Die längste Zeit ihres Bestehens unterstand die Brigade dem Heeresführungskommando.

## Geschichte

### Vorgeschichte
Die Führungsunterstützungsbrigade ist in einer Traditionslinie mit der Führungsfernmeldebrigade 700, der Führungsfernmeldebrigade 900 und des Fernmeldekommandos 900 zu sehen.

### Aufstellung
In der Endphase des Ost-West Konflikts waren die Fernmelder der obersten Führungsebenen des Heeres überwiegend in Fernmeldekommandos organisiert. Für die Stäbe der Korps, der Territorialkommandos und der obersten Führungsebene des Territorialheeres betrieben die Fernmeldekommandos beispielsweise ortsfeste Fernmedeldeeinrichtungen und die Kommunikationstechnik der wichtigsten Gefechtsstände. Nach dem Kalten Krieg und nach Lockerung der NATO-Kommandostruktur sollten diese Verbände – soweit sie nicht im Zuge der Verkleinerung der Bundeswehr aufgelöst wurden – einheitlich in vier Führungsunterstützungsbrigaden zusammengeführt werden. Die Trennung in Territorial- und Feldheer wurde mit diesem Schritt im Hinblick auf die Führungsunterstützungsbrigaden de-facto organisatorisch aufgehoben. Angedacht war die Führungsunterstützungsbrigaden 1, 2 und 4 jeweils einem der geplanten Korps/Territorialkommandos zu unterstellen. Auch wenn die Fusionierung der Korps und Territorialkommandos in Westdeutschland nicht durchgeführt wurde, hielt man an der Aufstellung der Führungsunterstützungsbrigaden fest, die jetzt den teils zu multinationalen Großverbänden umgegliederten I. (Deutsch-Niederländischen), II. (Deutsch-Amerikanischen) und (IV.) Korps/Territorialkommando (Ost) (das III. Korps wurde aufgelöst) unterstellt werden sollten. Die Führungsfernmeldebrigade 900 sollte in Nachfolge des Fernmeldekommandos 900 die Kommunikationstechnik der Gefechtsstände der obersten Führungsstäbe des Heeres, also insbesondere des Führungsstabs des Heeres und des neu ausgeplanten Heeresführungskommandos, betreiben. Neben den Fernmeldern führten die Führungsunterstützungsbrigaden Truppenteile der Truppe für Operative Information, der Topographietruppe, der Frontnachrichtentruppe und Musikkorps, die bisher auf Ebene der Korps bereits zu den Korpstruppen zählten oder bisher den Territorialkommandos direkt unterstellt waren. Analog erfolgte die Aufstellung der drei Logistikbrigaden und der drei Sanitätsbrigaden auf Ebene der Korps (bzw. Korps/Territorialkommandos).
Die Führungsunterstützungsbrigade 900 wurde am 1. April 1994 zur Einnahme der Heeresstruktur V/V(N) im Wesentlichen aus Teilen des zeitgleich aufgelösten Fernmeldekommandos 900 und Teilen des Fernmeldekommandos 3 in der Tomburg-Kaserne neu aufgestellt.

### Auflösung
Die Führungsunterstützungsbrigade 900 wurde 21. Juni 2002 zur/nach Eingliederung in die Streitkräftebasis außer Dienst gestellt. In der Streitkräftebasis wurden die Aufgaben zur Führungsunterstützung vor allem beim Streitkräfteunterstützungskommando gebündelt. Teile der Führungsunterstützungsbrigade 900 wurden zum Führungsunterstützungsregiment 28 in Rheinbach umgegliedert, das 2004 nach Mechernich verlegte.

## Kommandeure
| Nr. | Name                          | von  | bis  |
| --- | ----------------------------- | ---- | ---- |
| 1   | Oberst Hans-Peter Rotter      | 1994 | 1997 |
| 2   | Brigadegeneral Helmut Hofmann | 1997 | 2000 |
| 3   | Brigadegeneral Eckhard Lisec  | 2000 | 2002 |

## Verbandsabzeichen

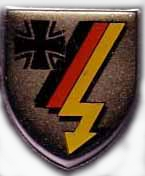
Internes Verbandsabzeichen des Stabes/Stabskompanie

Die Führungsunterstützungsbrigade führte anders als andere Brigaden im Heer kein eigenes Verbandsabzeichen. Die Soldaten trugen daher das Verbandsabzeichen der übergeordneten Dienststellen.
Als „Abzeichen“ wurde daher unpräzise manchmal das interne Verbandsabzeichen des Stabes und der Stabskompanie „pars pro toto“ für die gesamte Führungsunterstützungsbrigade genutzt. Es zeigte im Wesentlichen das Eiserne Kreuz als Hoheitszeichen der Bundeswehr und als Hinweis auf die Truppengattung einen gelben Blitz, der ähnlich im Barettabzeichen der Fernmeldetruppe enthalten ist. Gelb ist die Waffenfarbe der Truppe. Der Blitz bildet gemeinsam mit einem schwarzen und roten Balken die Flagge Deutschlands. Dieses interne Verbandsabzeichen war bereits das interne Verbandsabzeichen des Stabes der Führungsfernmeldebrigade 900. Fortgeführt wurde das interne Verbandsabzeichen durch das Führungsunterstützungsregiment 28.